# Escharella rylandi
Escharella rylandi är en mossdjursart som beskrevs av Geraci 1974. Escharella rylandi ingår i släktet Escharella och familjen Romancheinidae. Inga underarter finns listade i Catalogue of Life.